# A. Tryfiatis-Trypiapis
A. Tryfiatis-Trypiapis (griechisch Α. Τρυφιατης-Τρυπιαπης) war ein griechischer Radsportler, der an den Olympischen Sommerspielen 1896 teilnahm. Er startete beim 12-Stunden-Rennen. Er hat es jedoch nicht bis ins Ziel geschafft, sondern musste drei Stunden vor Schluss aufgeben. Sein Vorname wurde nicht überliefert.